# Aeropuerto de Nukutavake
El aeródromo de Nukutavake (código AITA : NUK • código OACI : NTGW) se encuentra sobre el atolón de Nukutavake en el archipiélago de las Tuamotu en Polinesia Francesa.

## Histórico
- 1981 : inauguración del aeródromo.

## Aerolíneas
Air Tahiti es la única compañía regular con conexiones con este aeropuerto.

## Estadísticas
| Año  | Pasajeros |
| ---- | --------- |
| 1998 | 1 079     |
| 1999 | 1 010     |
| 2000 | 1 051     |
| 2001 | 1 269     |
| 2002 | 1 258     |
| 2003 | 982       |
| 2004 | 1 087     |
| 2005 | 1 008     |
| 2006 | 692       |
| 2007 | 682       |
| 2008 | 1 124     |
| 2009 | 1 194     |
| 2010 | 1 249     |
| 2011 | 1 297     |
| 2012 | 1 253     |
| 2013 | 1 029     |
| 2014 | 1 119     |
| 2015 | 1 084     |